# Теза розширеного розуму
У філософії розуму теза про розширений розум (EMT) говорить, що розум не знаходиться виключно в мозку чи навіть тілі, але поширюється на фізичний світ. EMT припускає, що деякі об’єкти у зовнішньому середовищі можуть бути частиною когнітивного процесу і таким чином функціонувати як розширення самого розуму. Прикладами таких об’єктів є письмові розрахунки, щоденник або ПК; загалом, це стосується об’єктів, які зберігають інформацію. EMT стверджує, що розум охоплює кожен рівень пізнання, включаючи фізичний.
EMT була запропонована Енді Кларком і Девідом Чалмерсом у книзі «Розширений розум» (1998). Вони описують цю ідею як «активний екстерналізм, заснований на активній ролі середовища в керуванні когнітивними процесами».
Що стосується особистої ідентичності (і філософії себе ), EMT має на увазі, що деякі частини особистості людини можуть бути визначені її оточенням.

## «Розширений розум»
«The Extended Mind» Енді Кларка та Девіда Чалмерса (1998)  — це стаття, у якій вперше згадано про EMT. Кларк і Чалмерс представляють ідею активного екстерналізму (не плутати з семантичним екстерналізмом), згідно з яким об’єкти в навколишньому середовищі функціонують як частина розуму. Вони стверджують, що поділ між розумом, тілом і навколишнім середовищем є непринциповою відмінністю. Оскільки зовнішні об’єкти відіграють значну роль у сприянні когнітивним процесам, розум і оточення діють як «зв'язана система», яку можна розглядати як повну когнітивну систему. Таким чином розум поширюється у фізичний світ. Основний критерій, який Кларк і Чалмерс перелічують для класифікації використання зовнішніх об’єктів під час когнітивних завдань як частини розширеної когнітивної системи, полягає в тому, що зовнішні об’єкти повинні функціонувати з тією ж метою, що й внутрішні процеси.
Кларк і Чалмерс представляють уявний експеримент, щоб проілюструвати роль середовища у взаємодії з розумом. Вигадані персонажі Отто та Інга одночасно вирушили до музею. Отто має хворобу Альцгеймера і записав весь свій маршрут у блокнот, призначення якого: виконувати функції його пам'яті. Інга здатна самостійно згадати весь маршрут. Аргумент полягає в тому, що єдина різниця в цих двох випадках полягає в тому, що пам’ять Інги обробляється внутрішньо мозком, тоді як пам’ять Отто обслуговується блокнотом. Іншими словами, Отто розширив свій розум, включивши блокнот як джерело пам'яті. Це можна вважати розширенням через те, що блокнот постійно та негайно доступний для Отто, і його використання автоматично санкціоновано ним. Вони також пропонують розглядати записник Отто як розширення його самого; записник, в певному сенсі, стає «крихкою біологічною кінцівкою або органом», який Отто бажає захистити від шкоди.

Уявний експеримент розкритикували, оскільки те, що відбувається з Отто, не дуже схоже на те, що відбувається з Інгою. Цю критику розглядає Кларк у «Надрозмірі розуму»:
«[Справа] не полягала в тому, що процеси в Отто та Інзі є ідентичними або навіть подібними з точки зору їх детальної реалізації. Просто з точки зору ролі, яку довгострокові кодування відіграють у керуванні поточною відповіддю, обидва способи зберігання можуть бути розглянуті як підтримка диспозиційних переконань. Важливо не те, як саме інформація зберігається, а як вона використовується для керування нашими думками та діями.».

## Критика
Філософські аргументи проти тези про розширений розум включають наступне. 
1. Зосереджуючись на пізнанні, ця теза змішує твердження про те, що є конститутивним для концепції пізнання, з твердженнями про причинний вплив на пізнання («причинно-конституційна помилка»). Наприклад, Адамс і Айзава (2010) пишуть: «Запитання: чому олівець подумав, що 2 + 2 = 4?, відповідь Кларка: тому що він був пов’язаний з математиком».
2. Це надто розширює межі нашої звичайної концепції пізнання («когнітивне роздуття»), потенційно маючи на увазі, що все в Інтернеті є частиною індивідуальних когнітивних систем.
3. Це використання грубого функціоналізму щодо розуму, яке ігнорує ймовірну різницю між внутрішніми та зовнішніми процесами, такими як відмінності між переконаннями і зовнішніми предметами та пристроями. Це може призвести до створення занадто гетерогенного поняття когнітивних процесів, яке не може бути належним чином науково класифіковано, оскільки його складові елементи мають надто різні характеристики.

Кожен із цих аргументів розглядається у Кларка (2008), у якому він зазначає: 
1. Хоча зв’язок важливий для пізнання, це не означає, що його достатньо – зв’язок має відігравати функціональну роль у пізнанні. Багато зв’язків цього не роблять і тому не будуть «розширеннями» (і це узгоджується з сильною тезою про розширений розум).
2. Будь-яка можлива частина системи – внутрішня чи зовнішня – навряд чи дасть «пізнання» сама по собі. Таким чином, такі приклади, як калькулятори та олівці, слід розглядати паралельно з нейронними областями. Простого погляду на частину недостатньо для пізнання.
3. Можна уявити обставини, за яких біологічна істота може зберігати інформацію ненейронними способами (гіпотетичний марсіанин з растровою пам’яттю або люди з протезами для підтримки пам’яті). Таким чином, бути нейронним може не бути необхідною умовою для того, щоб бути когнітивним.

У той час як у «Надрозмірі розуму» Кларк захищає сильну версію гіпотези про розширене пізнання (на відміну від гіпотези про вбудоване пізнання) в іншій роботі, деякі з цих заперечень надихнули на більш помірковане переформулювання тези про розширений розум. Таким чином, теза про розширений розум може більше не залежати від паритетних міркувань оригінального аргументу Кларка і Чалмерса, а натомість підкреслювати «доповнюваність» внутрішніх і зовнішніх елементів когнітивних систем або процесів. Цю версію можна розуміти як таку, що підкреслює пояснювальну цінність тези про розширений розум для когнітивної науки, а не підтримує її як онтологічне твердження про природу розуму чи пізнання. 

## Відношення довтіленоготавиконуваногопізнання
Як описав Марк Роулендс, психічні процеси це: 
- Embodied (втілений) залучає більше, ніж мозок, включаючи більш загальну участь тілесних структур і процесів.
- Embedded (вбудований) функціонування лише у пов’язаному зовнішньому середовищі.
- Enacted (виконуваний) за участю не лише нервових процесів, а й тих дій, що виконує організм.
- Extended (розширений) в навколишнє середовище організму.

Цей «4E» погляд на пізнання  контрастує з поглядом на розум як на центр обробки, який створює ментальні уявлення про реальність і використовує їх для контролю поведінки тіла. Поле розширеного пізнання зосереджується на процесах, пов’язаних із цим створенням, і включає ці процеси як частину свідомості, яка більше не обмежується мозком чи тілом, а включає взаємодію з навколишнім середовищем. На «низькому» рівні, як-от моторне навчання та тактильне сприйняття , тіло бере участь у пізнанні, але є «високий» рівень, де відіграють роль культурні фактори.   Такий погляд на пізнання іноді називають енактивність (англ. enaction), щоб підкреслити роль взаємодії між організмом і його середовищем, а також процесів зворотного зв’язку, пов’язаних з розвитком усвідомлення та реформування середовища.  Наприклад, Джап'ясу та Лаланд стверджують, що павутина павука є чимось середнім між частиною сенсорної системи та додатковою частиною когнітивної системи. 

## Подальше читання
У 2021 році письменниця біології та соціальних наук Енні Мерфі Пол опублікувала «Розширений розум: сила мислення поза мозком».  Книга, натхненна роботами Кларка та Чалмерса, синтезує результати різних наукових робіт і досліджень, які досліджують інтелект, який існує за межами людського мозку.   
- Розподілене пізнання
- Втілене пізнання
- Енактивізм
- Екстелект (антонім інтелекту)
- Принцип Ландауера
- Ситуаційне пізнання
- Розширений фенотип